# Erich Leinsdorf

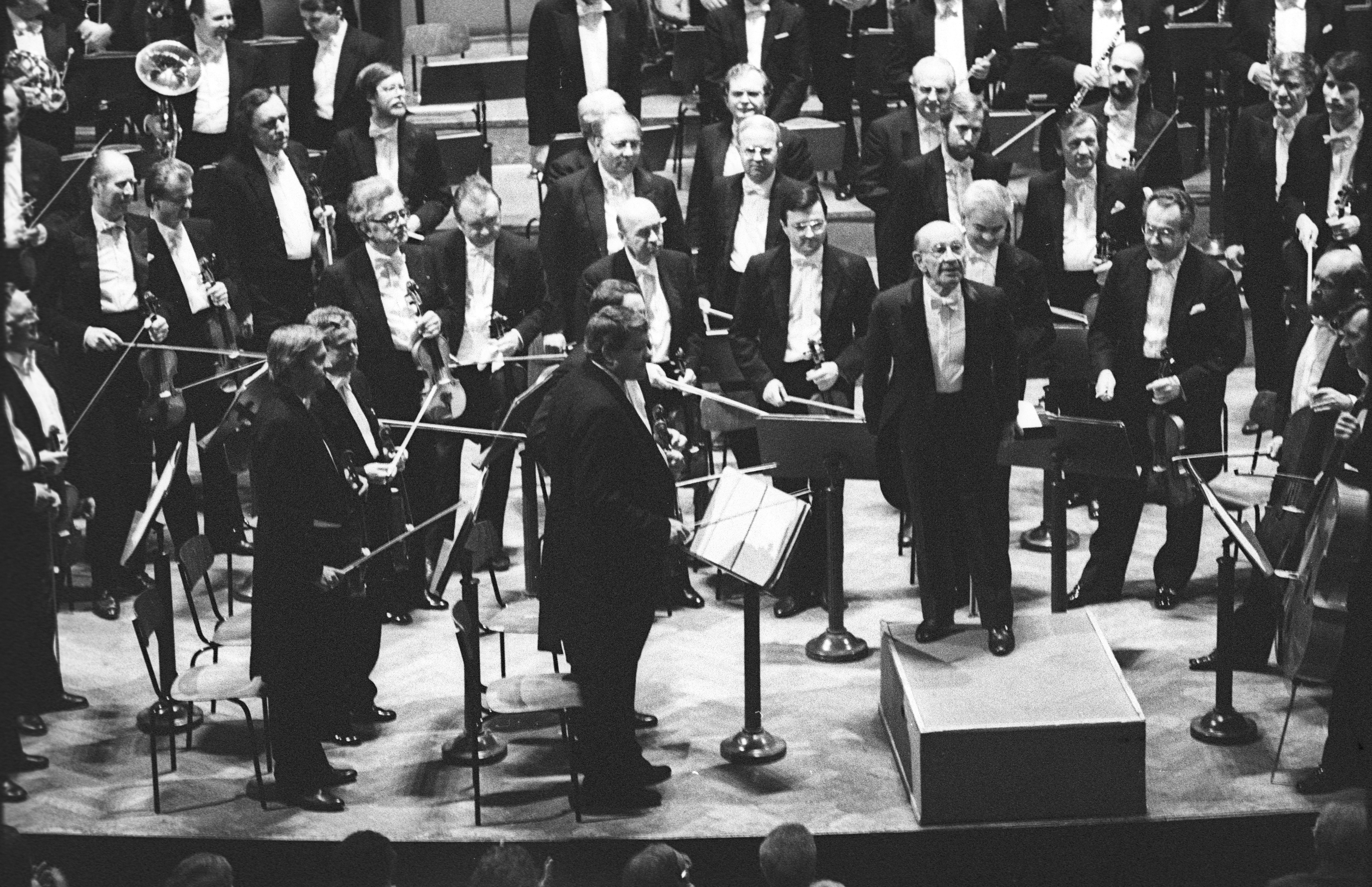
Erich Leinsdorf und die Tschechische Philharmonie im Dvořák-Saal des Rudolfinums in Prag (23. Juni 1988)

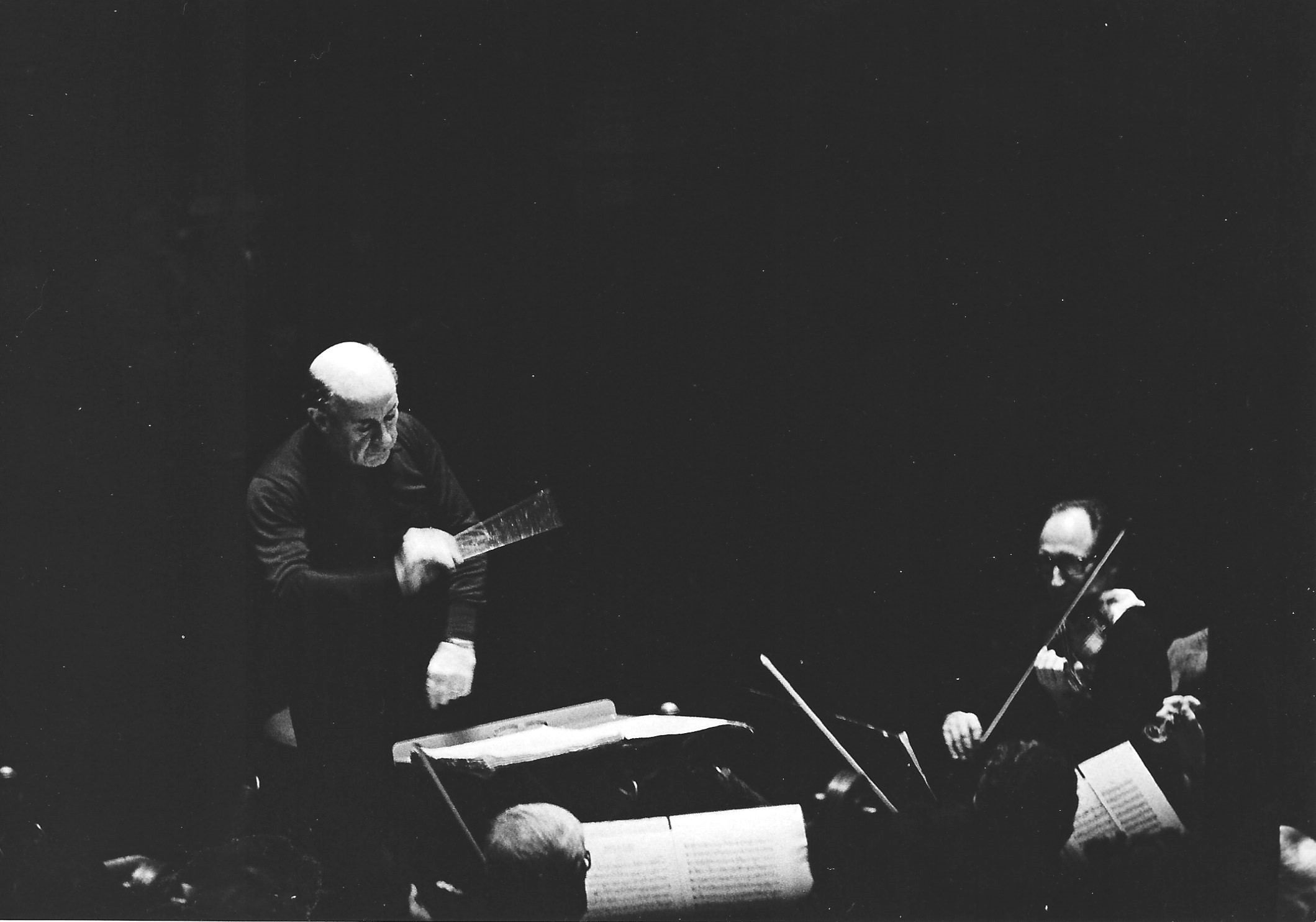
Leinsdorf Probe mit dem Concertgebouw-Orchester Amsterdam 1973

Erich Leinsdorf, geborener Erich Landauer (* 4. Februar 1912 in Wien; † 11. September 1993 in Zürich) war ein österreichisch-US-amerikanischer Dirigent, der ab 1937 vorwiegend in den USA lebte. Leinsdorf galt als typischer Operndirigent und wurde in Amerika besonders als Wagner-Dirigent geschätzt.

## Leben
Leinsdorf studierte in seiner Heimatstadt und schloss 1933 mit Diplom ab. Im darauffolgenden Jahr wurde er Assistent Bruno Walters und Arturo Toscaninis bei den Salzburger Festspielen.
Im November 1937 ging Leinsdorf als Assistent an die Metropolitan Opera in New York. Nach dem Anschluss Österreichs an das nationalsozialistische Deutsche Reich (1938) konnte er als Europa-Flüchtling in den USA bleiben und erhielt dort 1942 die Staatsbürgerschaft. Von 1943 bis 1946 war er Chefdirigent des Cleveland Orchestra, konnte diese Tätigkeit aber großenteils nicht wahrnehmen, da er wegen des Zweiten Weltkriegs zum Militärdienst eingezogen wurde.
Nach Kriegsende dirigierte er gelegentlich wieder in Europa, war aber hauptsächlich in Amerika tätig. Von 1947 bis 1955 war Leinsdorf Chefdirigent des Rochester Philharmonic Orchestra. 1956 war er für eine Saison der Direktor der New York City Opera und kehrte dann an die Metropolitan Opera zurück. 1962 wurde er Chefdirigent des Boston Symphony Orchestra als Nachfolger von Charles Münch. Ebenfalls 1962 wurde er in die American Academy of Arts and Sciences gewählt. 
1978 bis 1981 arbeitete er intensiv mit dem Radio-Symphonie-Orchester Berlin, dem heutigen Deutschen Symphonie-Orchester Berlin, zusammen, mit dem er im Juni 1980 eine vielbeachtete Ostasien-Tournee unternahm.

## Gedenken

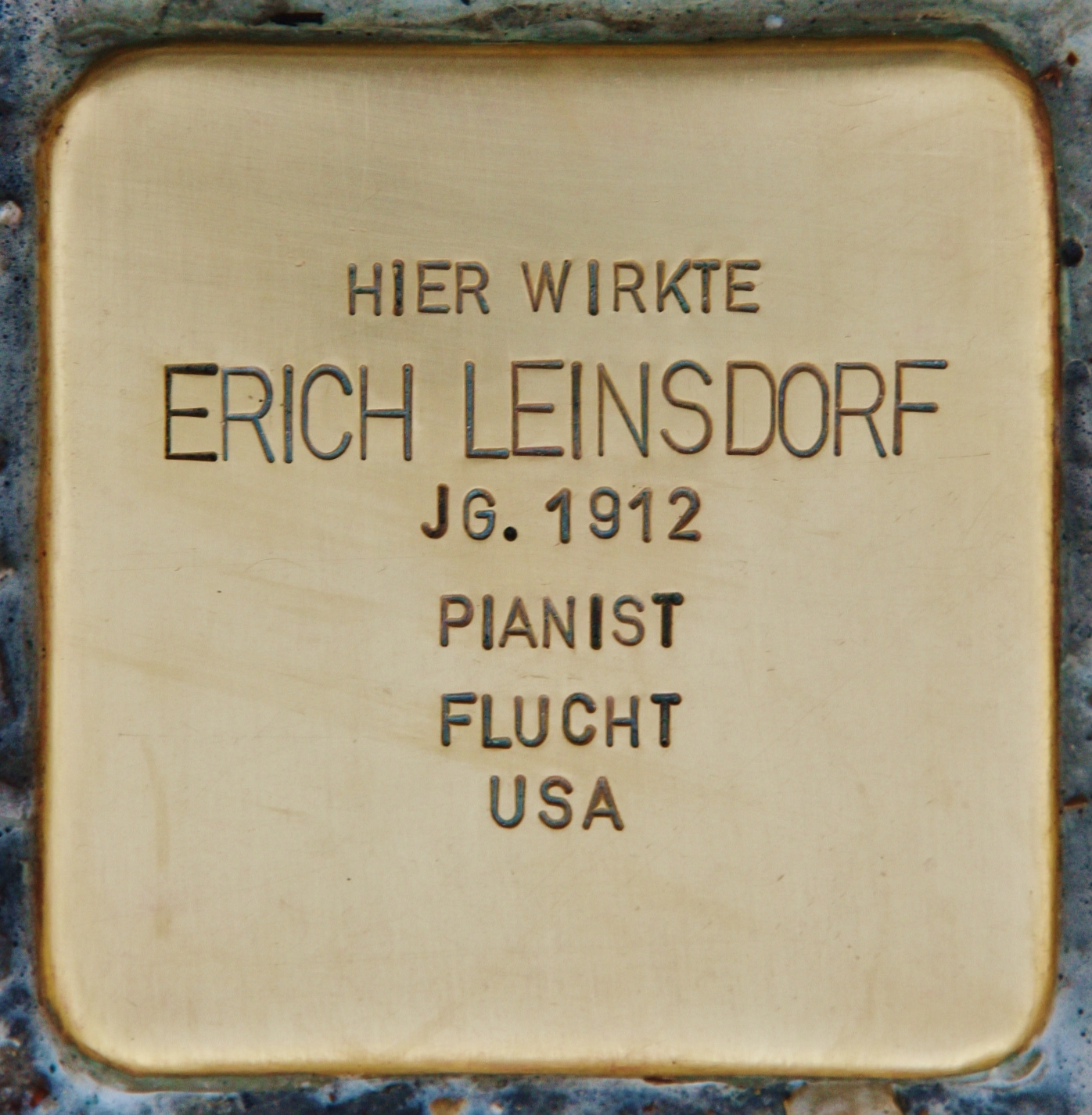
Stolperstein in Salzburg

Am 17. August 2020 wurde durch den Künstler Gunter Demnig vor dem Haus für Mozart in Salzburg ein Stolperstein für Erich Leinsdorf verlegt.

## Diskografie
Folgende Liste entstammt dem „Opernlexikon“ von Horst Seeger, Henschelverlag Berlin (DDR), 4. Auflage 1989
- Richard Wagner: Die Walküre, Lohengrin, Tristan und Isolde, Die Meistersinger von Nürnberg
- Giacomo Puccini: Tosca, Madama Butterfly, Turandot, La Bohème, Il tabarro
- Richard Strauss: Ariadne auf Naxos, Salome
- Giuseppe Verdi: Aida, Un ballo in maschera, Macbeth
- Wolfgang Amadeus Mozart: Così fan tutte, Don Giovanni, Le nozze di Figaro
- Erich Wolfgang Korngold: Die tote Stadt
- Gaetano Donizetti: Lucia di Lammermoor
- Gioacchino Rossini: Il barbiere di Siviglia
- Peter Cornelius: Der Barbier von Bagdad

Leinsdorf nahm auch Sinfonien und andere Orchesterwerke auf, unter anderem Werke von
- Ludwig van Beethoven
- Johannes Brahms
- Anton Bruckner
- Béla Bartók: Konzert für Orchester, Magyar képek
- Zoltán Kodály: Háry János Suite
- Franz Schmidt
- Gustav Mahler: Symphonie Nr. 1 („Der Titan“)
- Wolfgang Amadeus Mozart: sämtliche Sinfonien
- Sergei Prokofjew